# Schloss Gorkau

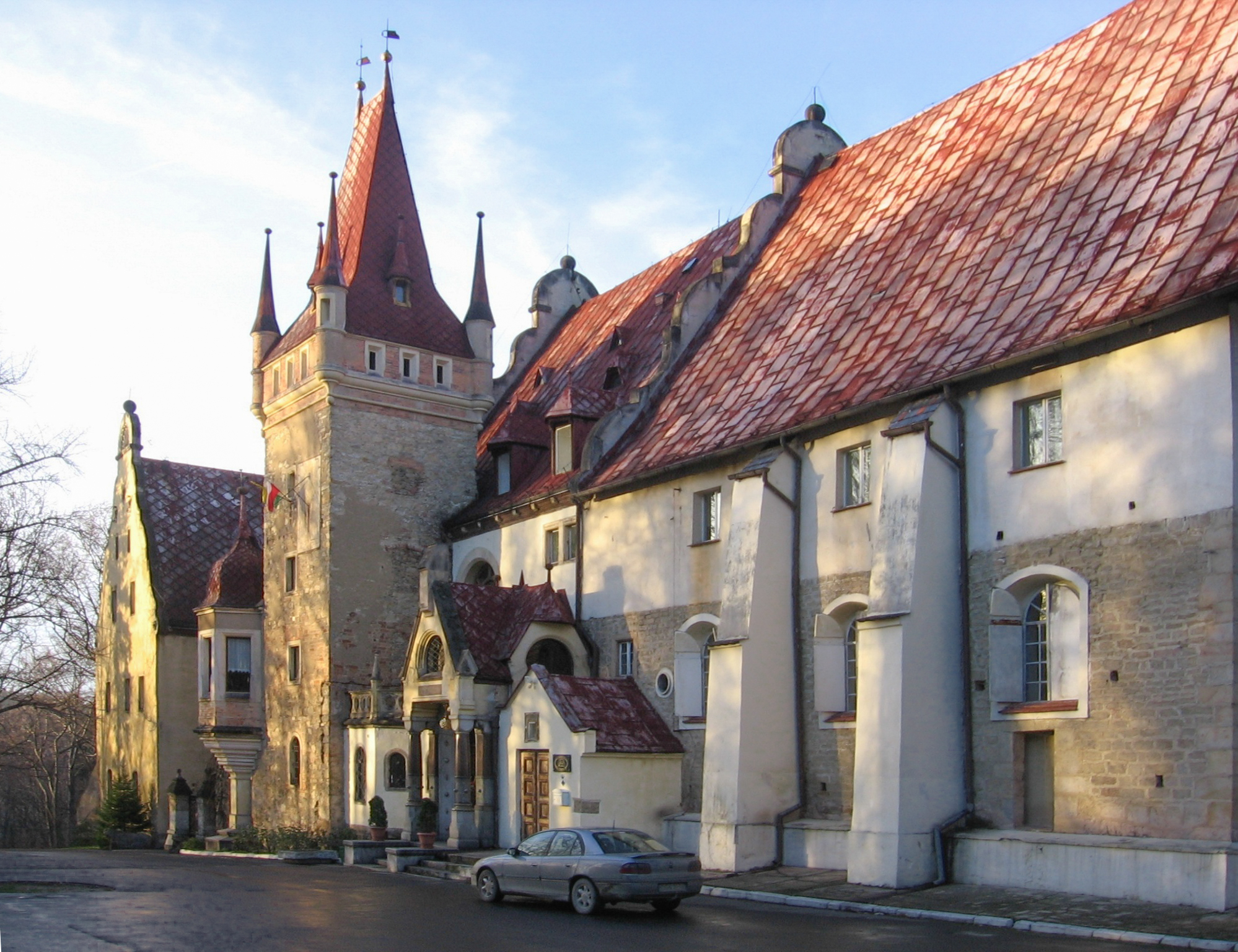
Schloss Gorkau

Schloss Gorkau (polnisch Zamek Górka) ist ein auf ein Kloster zurückgehendes Gebäudeensemble in Sobótka (deutsch Zobten am Berge) im Powiat Wrocławski (Kreis Breslau) in der Woiwodschaft Niederschlesien in Polen. 
Um 1130 wurde vom Breslauer Kastellan Peter Wlast ein Kloster gestiftet, in dem sich Augustiner-Chorherren aus Arrouaise ansiedelten, jedoch bereits 1149 in das Vinzenzkloster „Auf dem Sande“ in Breslau umzogen. Gorkau war dann Sitz einer Propstei. Im 16. Jahrhundert wurde an die Klosterkirche St. Maria Himmelfahrt nach Westen ein Wohngebäude angebaut. In den Jahren 1428 und 1435 bis 1589 wurde das Ensemble um Wirtschaftsgebäude erweitert. Bis zur Säkularisation blieb Gorkau Sommerresidenz der Breslauer Bischöfe. Danach wurde Gorkau von Ernst von Lüttwitz erworben. Nach 1885 war das Ensemble in Besitz von Eugen von Kulmiz, der die Gebäude nach Plänen von Wilhelm Rhenius im Stil der Neorenaissance umbaute. 
Nach dem Übergang an Polen 1945 wurde das Gebäude als Ferienheim, gegenwärtig wird es als Hotel genutzt. Die Saalkirche, bei der bemerkenswerte Deckenmalereien entdeckt wurden und in der sich ein vermutlich von Gerard Hendrick gestaltetes Epitaph des Propstes Valentin Aeschius befindet, wird restauriert.